# Gmina Aranđelovac
Gmina Aranđelovac (serb. Opština Aranđelovac / Општина Аранђеловац) – gmina w Serbii, w okręgu szumadijskim. W 2018 roku liczyła 43 834 mieszkańców.